# إميلي دي فيلنوف
إميلي دي فيلنوف (بالفرنسية: Émilie de Villeneuve) هي راهبة فرنسية، ولدت في 9 مارس 1811 في تولوز في فرنسا، وتوفيت في 2 أكتوبر 1854 في كاستر في فرنسا.